# Kunz von Iphofen

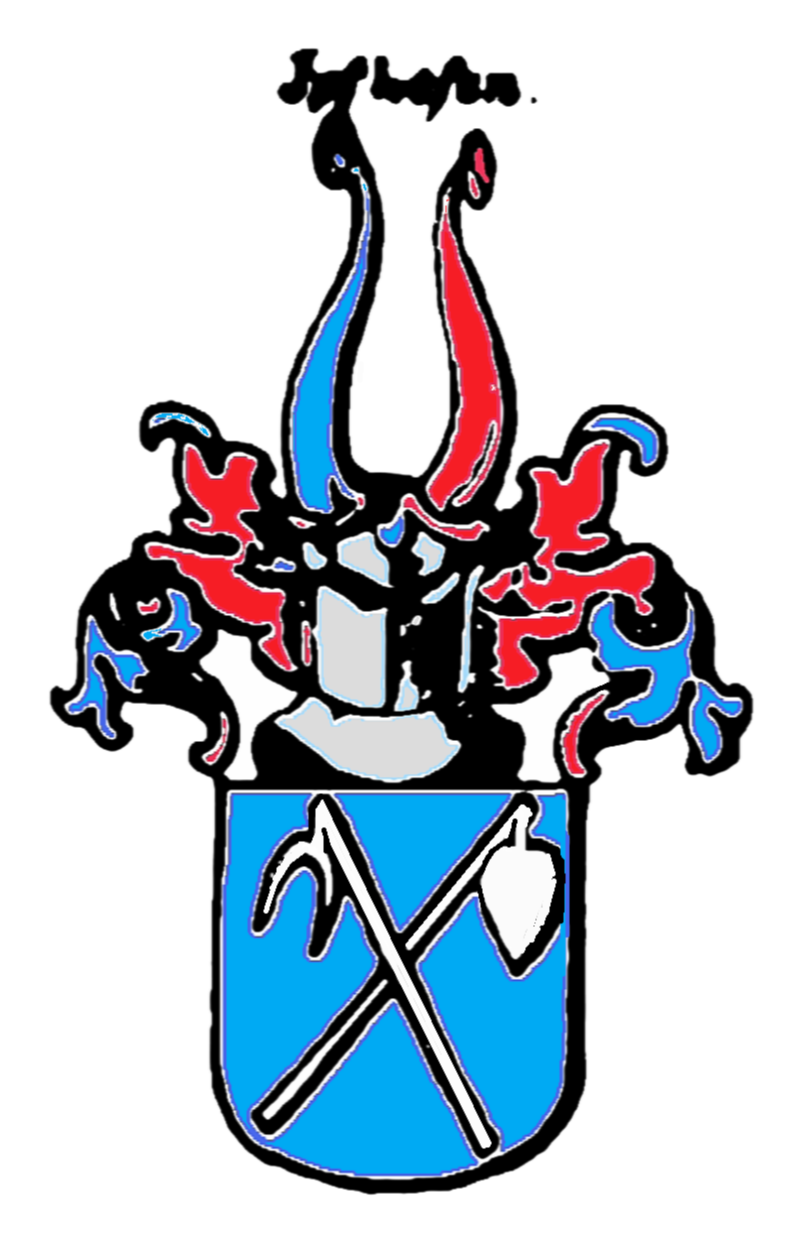
Wappen derer (von) Iphofen

Kunz (Cuntz) von Iphofen, oder Zimmermann genannt (* 1460 in Willanzheim; † 14. April 1523), war ein frühneuzeitlicher Montanunternehmer und Amtmann.

## Leben und Werk
Kunz (Cuntz) Zimmermann stammte aus Franken und ließ sich nach dem Aufblühen des Bergbaus im Erzgebirge nieder, wo er in Schneeberg einer der reichsten Fundgrübner wurde und sich dort nach der fränkischen Stadt Iphofen nannte, die seinem Geburtsort Willanzheim benachbart ist. Die Wettiner setzten ihn von 1512 bis 1521 als ihren Amtmann in Werdau ein. In Oberschlema erwarb er ein Gut, das im Besitz seiner Nachkommen blieb, bis es Christoph von Iphofen 1566 aus finanziellen Gründen verkaufen musste.
Er hinterließ den Sohn Wolf von Iphofen, der Pfennigmeister, in den Rat der Stadt Schneeberg gewählt und die väterlichen Geschäfte erfolgreich fortsetzte.